# Tracy Letts
Tracy Shane Letts, född 4 juli 1965 i Tulsa i Oklahoma, är en amerikansk dramatiker, manusförfattare och skådespelare.

## Biografi
1985 började Tracy Letts arbeta som skådespelare hos Steppenwolf Theatre Company i Chicago där han ingick i ensemblen under många år. Hans debutpjäs Killer Joe hade premiär 1993 på alternativteatern Next Lab Theater i Chicago, först två år efter att den skrevs. Efter genombrott på Edinburgh Festival Fringe har den spelats i mer än 15 länder och översatts till 12 språk. 2011 filmatiserades pjäsen med Tracy Letts eget manus och i regi av William Friedkin (Killer Joe). 2008 tilldelades han både Pulitzerpriset och Tony Award för pjäsen August: Osage County från 2007. 2013 filmatiserades också den med hans eget manus i regi av John Wells (En familj – August: Osage County). Som skådespelare har man i Sverige bland annat kunnat se honom som senator Andrew Lockhart i TV-serien Homeland. 2012 tilldelades Tracy Letts ännu en Tony Award för rolltolkningen som George i Broadwayproduktionen av Edward Albees Vem är rädd för Virginia Woolf?.
Trots att han är amerikan räknas hans dramatik till den riktning som i Storbritannien sedan 1990-talet går under namnet in-yer-face-theatre med portalnamn som Sarah Kane och Mark Ravenhill. Tracy Letts har utvecklat en råbarkad stil som innefattar utstuderat våld och sexualitet.

## Uppsättningar i Sverige
- 1997 Killer Joe, Göteborgs stadsteater, översättning Ragnar Strömberg, regi Joachim Siegård
- 1999 Killer Joe, Teater De Vill, Stockholm, översättning Ragnar Strömberg, regi Alejandro Vivanco
- 2010 Familjen (August: Osage County), Göteborgs stadsteater, översättning Ragnar Strömberg, regi Peter Dalle, med bl.a. Iwar Wiklander & Henric Holmberg
- 2010 En familj - August: Osage County, Dramaten, översättning Lolo Amble, regi Stefan Larsson, med bl.a. Jan Malmsjö, Marie Göranzon, Börje Ahlstedt, Ingela Olsson & Livia Millhagen
- 2010 Familjen, Östgötateatern, översättning Ragnar Strömberg, regi Tereza Andersson
- 2023 En familj, Malmö Stadsteater, översättning Lolo Amble, regi Maria Åberg